# El Palomar
El Palomar település Spanyolországban, Valencia tartományban. El Palomar Muro de Alcoy, Alfarrasí és Albaida községekkel határos. Lakosainak száma 598 fő (2024).

## Népesség
A település népessége az utóbbi években az alábbiak szerint változott:
| Lakosok száma | 507  | 520  | 555  | 572  | 595  | 584  | 579  | 590  | 566  | 598  |
|               | 2001 | 2004 | 2007 | 2009 | 2012 | 2014 | 2017 | 2019 | 2022 | 2024 |